# Strefa Debub Omo

Mapa regionów i stref Etiopii.

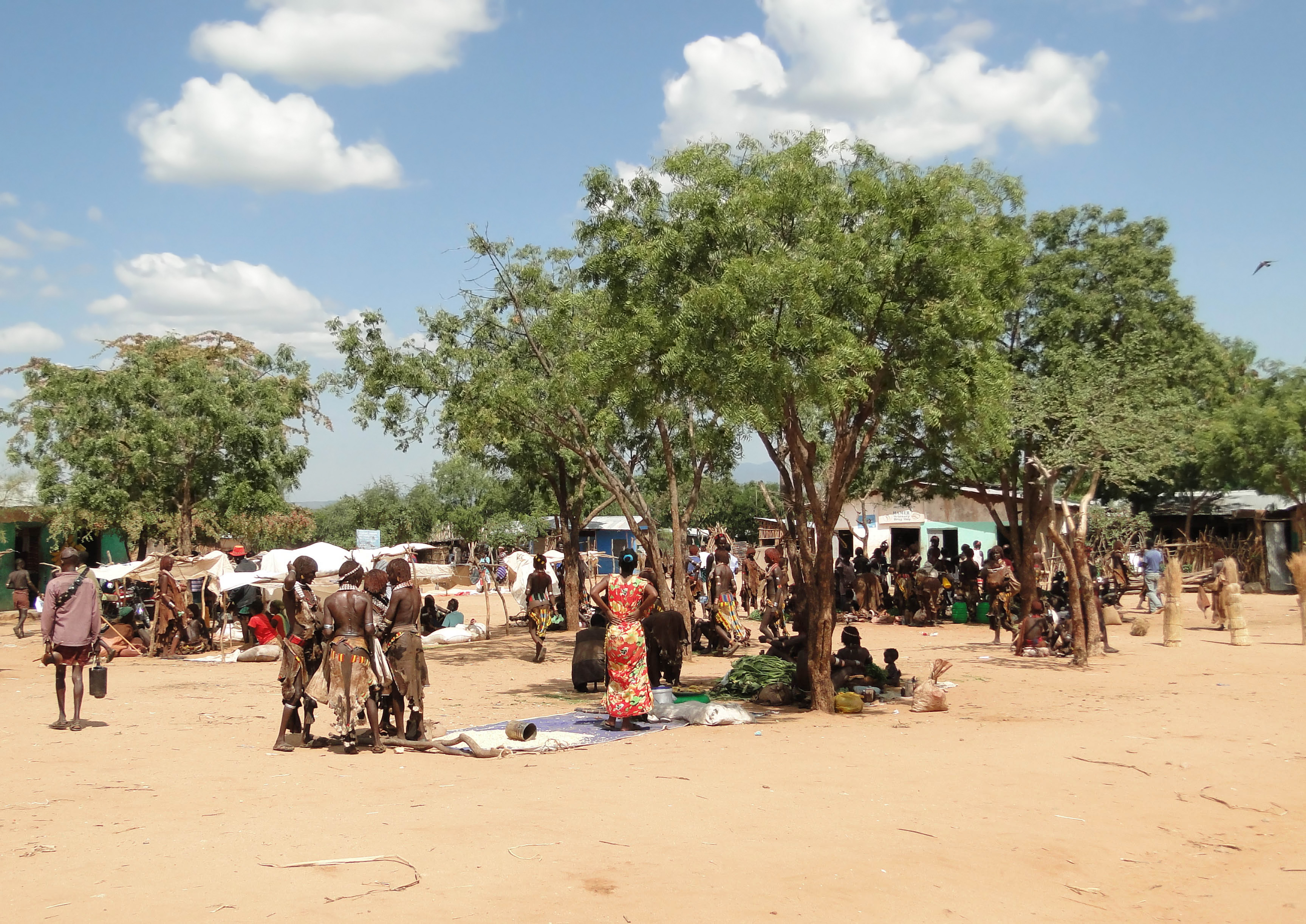
Targ w Turmi.

Strefa Debub Omo (Debub Omo Zone), nazywana także South Omo Zone – jedna ze stref w Etiopii, w Regionie Narodów, Narodowości i Ludów Południa. Strefa bierze swoją nazwę od rzeki Omo. Centrum administracyjne strefy stanowi miasto Dżinka. Do innych ważniejszych miejscowości należą: Turmi, Omorate i Key Afer.
Znajdują się tutaj na prawym brzegu rzeki Omo, Park Narodowy Mago i Rezerwat Przyrody Tama. 

## Demografia
Na podstawie spisu ludności z 2007 r. strefa liczy 573,4 tys. mieszkańców na powierzchni 21 056 km² i ma gęstość zaludnienia 27 osób/km². Jedynie 7,5% zamieszkiwało miasta, a ponad 25,5 tys. (4,5%) było pasterzami. 
Do największych grup etnicznych należeli: Aari (44,6%), Male (13,6%), Geleba (8,2%), Hamarowie (8,0%), Banna (4,4%), Amharowie (4,2%), Tsamai (3,4%) i Nyangatom (3,0%). Do pozostałych grup etnicznych należało 10,6% populacji. 
Ponad połowa ludności (50,9%) dalej praktykowała tradycyjne religie plemienne, 30,4% było protestantami, 12,2% wyznawało etiopskie prawosławie i jedynie 1,3% było muzułmanami. 

## Podział administracyjny
W skład strefy wchodzi 8 wored:
| - Bako Gazer - Bena Tsemay - Gelila - Hamer - Kuraz - Male - Nyangatom - Selamago |